# Субституція (міжнародне право)
Субституція — повернення (або заміна) майна, яке було ушкодженно чи знищено, подібними та рівноцінними речами (предметами), але у випадку, коли не можливо здійснити реституцію.